# Toflea
Toflea – wieś w Rumunii, w okręgu Gałacz, w gminie Brăhășești. W 2011 roku liczyła 5801 mieszkańców.